# Willem Vester
Willem Vester (Heemstede, 31 januari 1824 - Haarlem, 12 juli 1895) was een Nederlands kunstschilder. Hij schilderde vooral zomer- en winterlandschappen.

## Leven en werk
Vester was de zoon van een meester-metselaar uit Heemstede. Hij toonde bijzondere aanleg voor tekenen en trad van 1840 tot 1843 in de leer bij kunstschilder Jan Jacob Spohler. Hij sloot zich aan bij de Haarlemse kunstenaarsvereniging “Kunst Zij Ons Doel”, waar hij Anton Mauve leerde kennen. Hij exposeerde veelvuldig en meermaals nam hij deel aan de jaarlijkse Tentoonstelling van Levende Meesters. Overwegend schilderde hij zomer-en winterlandschappen, vaak met koeien en runderen, later ook met figuren en gebouwen. In mindere mate maakte hij ook portretten en stadsgezichten. Hij werkte in een door de romantiek beïnvloede stijl, met een realistische inslag die verwantschap vertoont met het werk van de Haagse School. Om aan de kost te komen werkte Vester ook als huis- en rijtuigschilder en later tevens als fotograaf. 

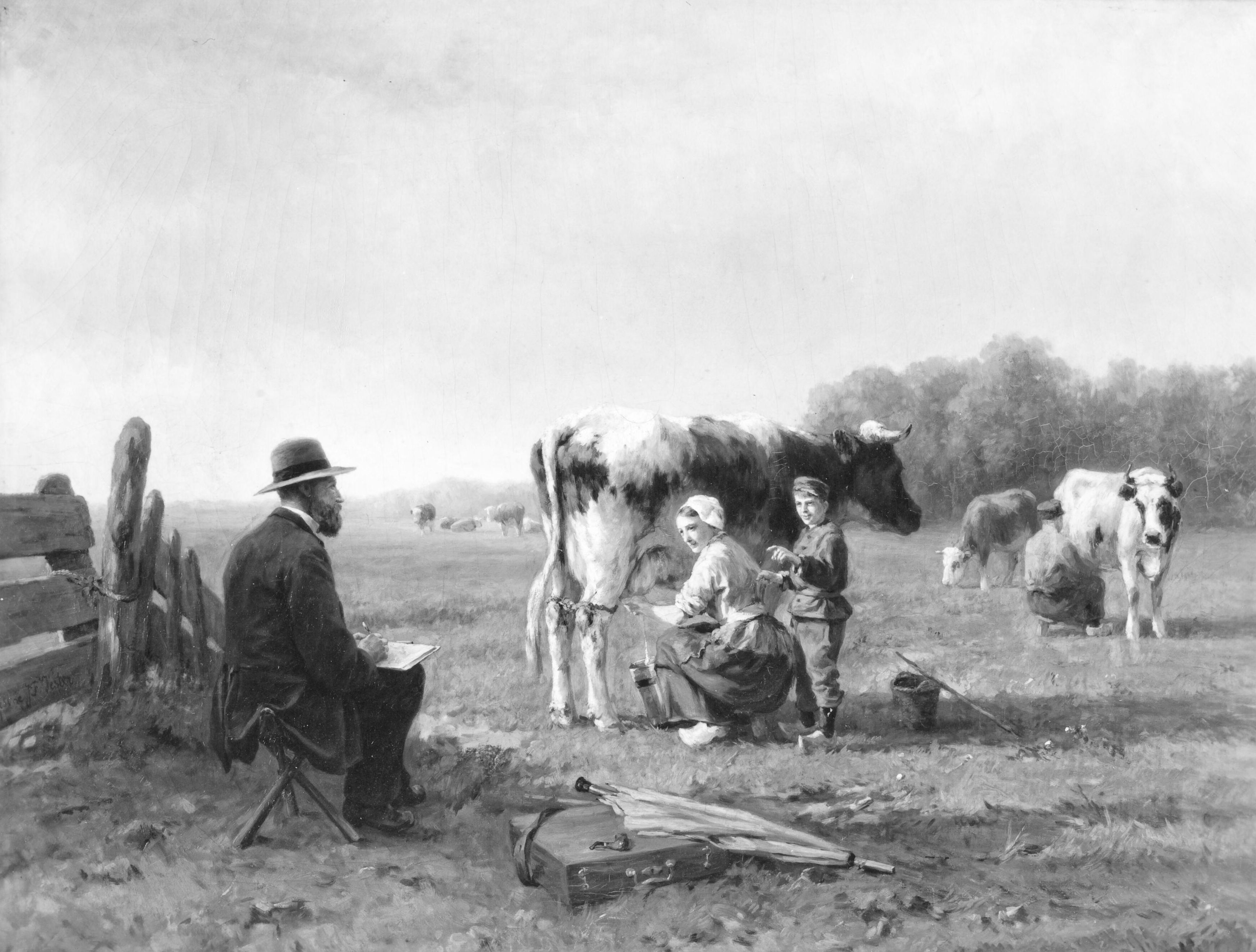
Vester schilderend in 1883, vastgelegd door zijn dochter Gesine Vester.

Vester trouwde in met Johanna Francina ten Berge (1823-1906) en was via haar verzwagerd aan de schilders Pieter Plas en George ten Berge. Hij was de leermeester van zijn dochter Gesine en Herman Wolbers en de grootvader van beeldhouwer Mari Andriessen en de componisten Hendrik en Willem Andriessen.
In 1895 overleed Willem Vester te Haarlem op 71-jarige leeftijd. Werk van Vester bevindt zich onder andere in de collecties van het Gemeentemuseum Den Haag en het Teylers Museum.

## Hollandse werken

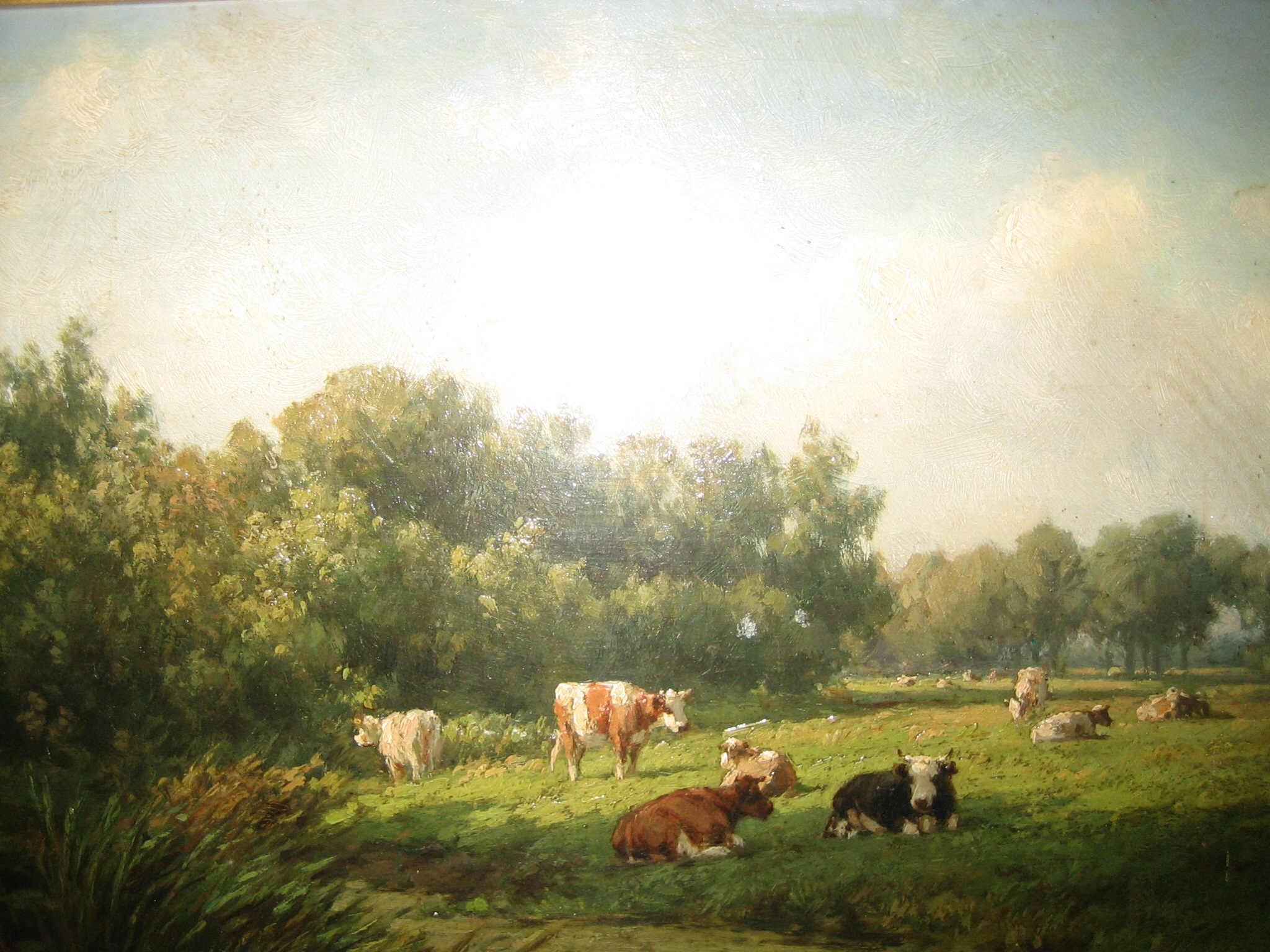
Koeien op de weilanden van 't Klooster
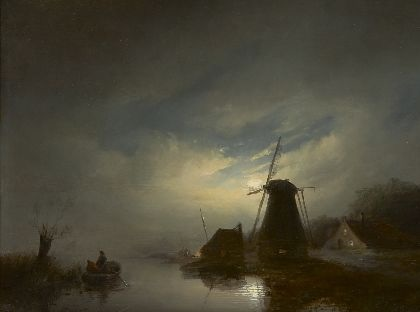
Molen aan 't Spaarne bij maanlicht
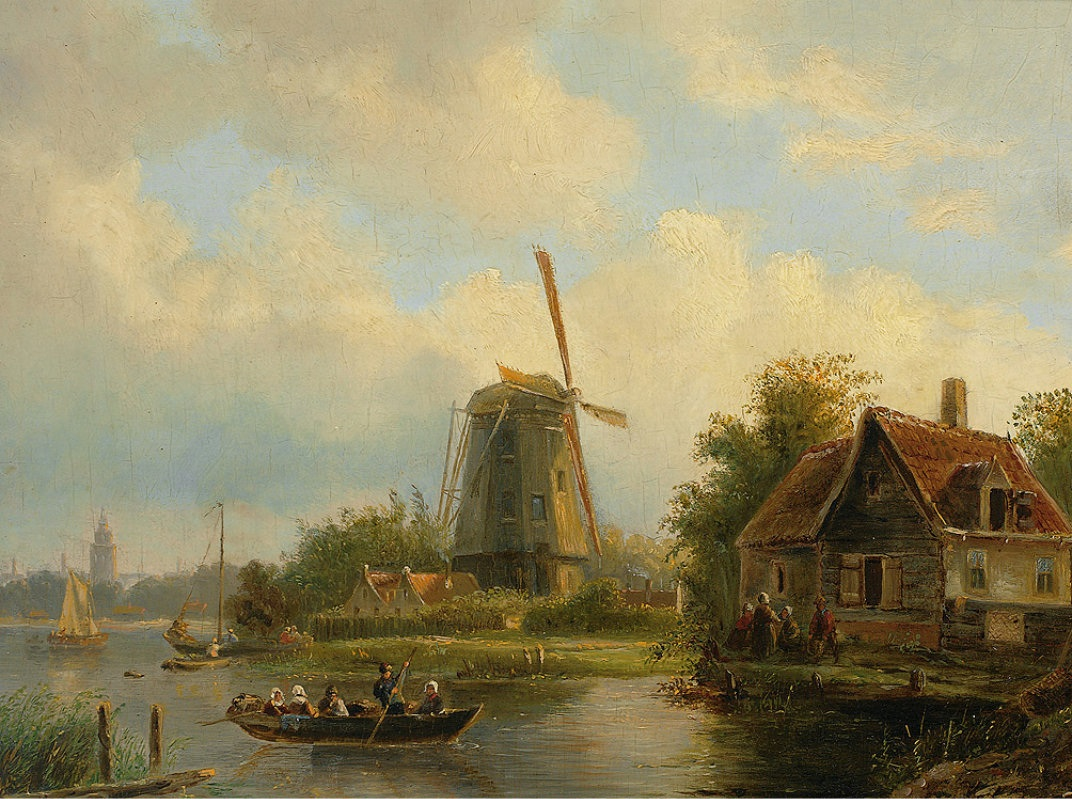
Tafereel aan het water
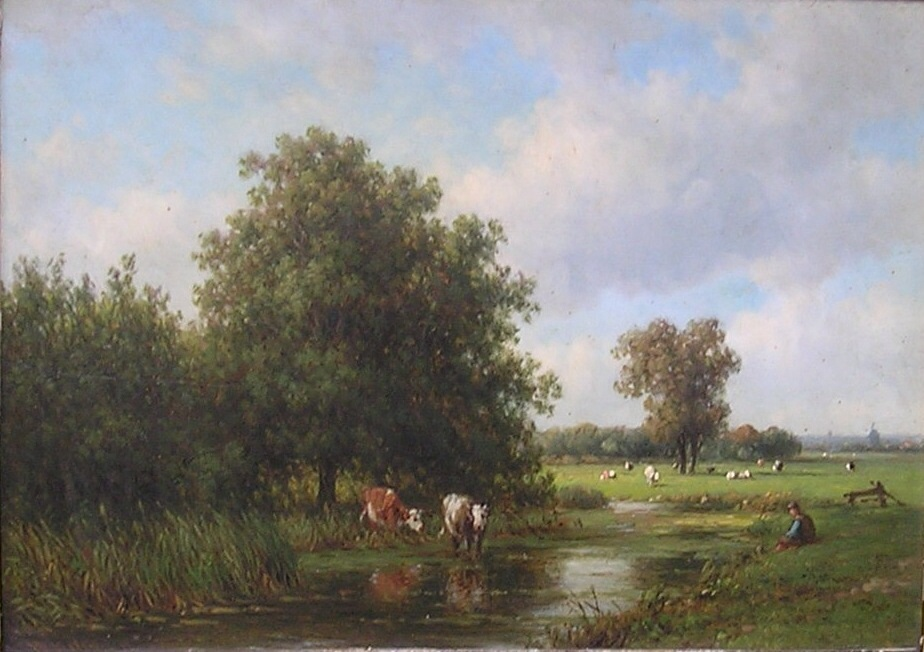
Landschap bij Oosterhout
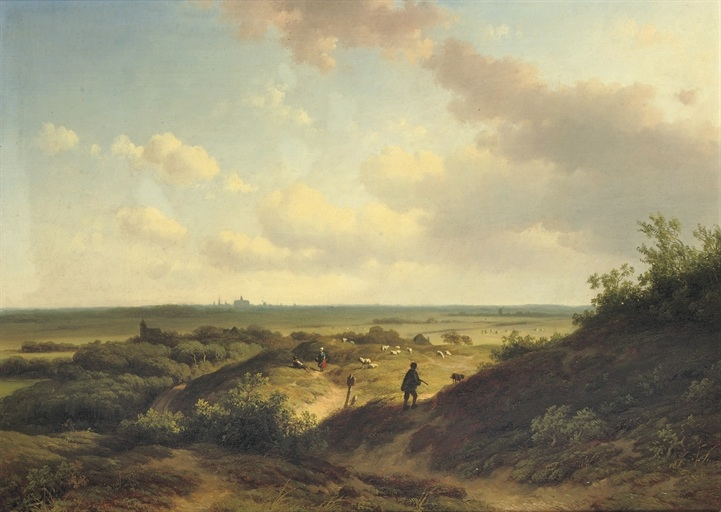
Gezicht op Haarlem vanuit de duinen
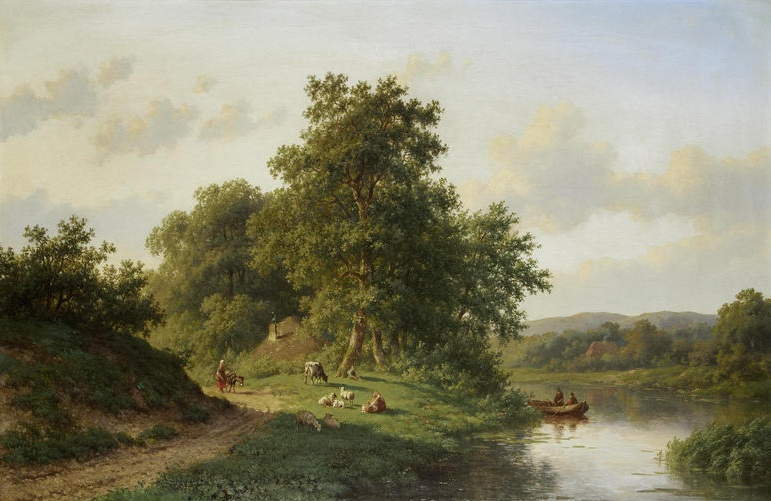
Romantisch tafereel met bootje in een vaart